# SM-veckan 2024 (vinter)
SM-veckan vinter 2024 avgjordes i Luleå och Boden mellan den 20 och 26 mars 2024. Luleå och Boden skulle egentligen varit värdar för SM-veckan 2020 som dock blev inställd på grund av covid-19-pandemin.
Nya idrotter på SM-veckan vinter var cheerleading och fäktning samt bågskytte som gjorde debut på en vintervecka. Flera idrotter var även tillbaka på programmet, bland annat alpinrodel, skidskytte och armbrytning.

## Sporter
- Alpin skidsport (slalom)
- Alpinrodel
- Armbrytning
- Bowling
- Brottning
- Bågskytte
- Cheerleading
- Cykeltrial
- Draghund
- E-cycling
- E-sport racing
- Fäktning
- Längdåkning
- Paralängdåkning
- Puckelpist
- Simulatorgolf
- Skidorientering
- Skidskytte
- Stadioncross (snöskoter)
- Styrkelyft (inkl bänkpress och parabänkpress)
- Taekwondo
- X-trial